# Gillian Gilbert
Gillian Lesley Gilbert (ur. 27 stycznia 1961 w Manchesterze) – brytyjska gitarzystka i klawiszowiec formacji New Order i The Other Two.
W młodości występowała w lokalnych zespołach z Manchesteru. W 1978 po raz pierwszy udała się na koncert Joy Division; stała się fanką zespołu i poznała jego członków. W 1980 po śmierci Iana Curtisa została członkiem New Order - zespołu powstałego na gruzach Joy Division. W 1993 wraz z Morrisem założyła grupę The Other Two i wyszła za niego za mąż.
W 2001 musiała opuścić New Order z powodu poważnej choroby jednej z córek.